# Tina Ghasemi
Tina Ghasemi Liljekvist, född 23 maj 1985 i Stora Råby församling i Malmöhus län, är en svensk politiker (moderat), som var ordinarie riksdagsledamot 2014–2018, invald för Stockholms kommuns valkrets.

## Biografi
Ghasemi Liljekvist är född i Skåne, har bott längre perioder i Småland och Göteborg, och är sedan 2004 bosatt i Stockholm. Hennes föräldrar kommer från Iran.
Hon har varit distriktsordförande för Moderata ungdomsförbundet i Stockholm, ordförande för Kungsholmens stadsdelsnämnd och satt tidigare i Stockholm stads kommunfullmäktige och kommunstyrelse. Hon har även varit styrelseordförande för IT-infrastrukturbolaget STOKAB.
Ghasemi Liljekvist var ordinarie riksdagsledamot 2014–2018 för Stockholms kommuns valkrets. I riksdagen var hon ledamot i socialförsäkringsutskottet (2017–2018) och ledamot i Europarådets svenska delegation (2014–2017). Hon var även suppleant i justitieutskottet och socialförsäkringsutskottet. Ghasemi Liljekvist kandiderade för återval i riksdagsvalet 2018; hon blev Moderaternas fjärde ersättare för Stockholms kommuns valkrets.
Sedan maj 2021 är Ghasemi policychef på elsparkcykelföretaget Voi.